# Takuro Morinaga
Takuro Morinaga (森永 卓郎, Morinaga Takurō), né à Meguro le 12 juillet 1957 et mort le 28 janvier 2025, surnommé « Moritaku », est un économiste japonais, professeur d’économie à l’université Dokkyo, de Saitama dans la banlieue de Tokyo et chroniqueur d’une émission de télévision.
Économiste très médiatique, il s’exprime à la télévision et à la radio sur les sujets les plus divers, de la politique aux mangas en passant par les jeux vidéo. Ses idées suscitent souvent de nombreuses réactions.

## Biographie

### Jeunesse
À l’âge de neuf ans, Takuro Morinaga commence une collection de petites voitures lorsque son père lui a offert sa première. Il en possède ensuite plus de 20 000.

### Carrière

#### Otaku
En 2006, Takuro Morinaga a estimé le marché global des otaku entre 26 milliards et 34 milliards de dollars.

#### Taxe sur les beaux
La proposition de majorer le taux d’imposition des hommes beaux et riches, qu’il a faite sur la chaîne Nippon TV, a eu un grand retentissement sur Internet.
Il propose de moduler la fiscalité selon l'apparence du contribuable. Son idée est la suivante : si les laids étaient fiscalement favorisés, ils retrouveraient leurs charmes, ce qui se traduirait par une hausse des mariages, donc de la natalité et de la croissance. Les hommes célibataires seraient classés en quatre grandes catégories : les beaux gosses, les normaux, les moyennement laids et les laids. Ces critères seraient établis par conseil d’évaluation de la beauté composé d'un jury de cinq femmes tirées au sort.
Takuro Morinaga s’intéresse depuis longtemps à la question des célibataires et a notamment publié deux livres sur le sujet : Akujo to shinshi no keizaigaku (Les sciences économiques de la femme fatale et du gentleman, 1996), et Hikon no susume (Incitation au célibat, 1997).